# Palazzo della Federconsorzi
Palazzo delle Federconsorzi, conhecido também como Palazzo Curtatone, é um palácio modernista que ocupa todo um quarteirão delimitado pela Piazza dell'Indipendenza, a Via Curtatone, onde fica a entrada principal, a Via Gaeta e a Via Goito, no rione Castro Pretório.

## História
Toda a região da Piazza dell'Indipendenza era rodeada por pequenas villas na época da captura de Roma (1870) e todas foram confiscadas ou compradas para a construção de novas obras para absorver o grande influxo de habitantes na nova capital do Reino da Itália. Entre as muitas demolições, o perfil da praça se manteve razoavelmente inalterado e onde ficava o Villino Servadio foi construída a nova sede da Federconsorzi. As obras começaram em 1952 e terminaram quatro anos depois, sob o comando dos engenheiros Aldo Della Rocca e Enrico Lenti e dos arquitetos Ignazio Guidi e Giulio Sterbini. Os quatro já haviam trabalhado juntos na reconstrução da Abadia de Monte Cassino.
Depois que a Federconsorzi se mudou, o edifício foi adquirido por um fundo imobiliário que o cedeu para uma outra sociedade em aluguel com o objetivo de transformar o antigo palácio em um hotel de luxo. Contudo, em outubro de 2013, depois de anos de abandono, o palácio foi invadido por imigrantes e refugiados, especialmente do Chifre da África, que conseguiram colocar em fuga os vigias. Em agosto de 2017, uma nova invasão conseguiu ocupar o edifício inteiro, uma situação que ainda permanece no final de 2018.

## Descrição
O edifício, de planta irregular, conta com nove andares e mais dois no subsolo, incluindo garagem e um auditório, num total de mais de 32 000 m2 de área construída. O primeiro piso foi construído com um volume que se projeta para fora em relação aos demais para criar um pórtico sustentado por colunas hexagonais irregulares revestidas de granito. O grande friso que decora o balcão de frente para a Piazza dell'Indipendenza foi realizado pelo escultor Pericle Fazzini. A obra, que se chama "I Campi", é de bronze, com 52 metros de comprimento e 1,15 de altura. Também de Fazzini, mas no interior, está um alto relevo de madeira intitulado "Il Solco", um campo arado entre duas fileiras de oliveiras.